# Ti fantasistykker opus 39
Ti fantasistykker (2den samling) is een verzameling composities van Agathe Backer-Grøndahl. Het was na Ti fantasistykker opus 36 de tweede verzameling van tien fantasiestukken van deze Noorse componiste. De map is opgedragen aan Anders Backer-Grøndahl, haar zoon met Olaus Andreas Grøndahl. De eerste druk was op 21 december 1896 weggelegd voor de muziekuitgeverij van Brødrene Hals (nr. 878), latere drukken werden verzorgd door Norsk Musikforlag (nr. 3878) (waarvan Brødrene Hals deel uitmaakte). Het geheel kwam in twee “schriften” waarbij de nummers 1 en 4 ook apart aangeschaft konden worden. Voor zover bekend heeft de componiste geen van de werkjes zelf uitgevoerd.
De tien stukken:
1. Souvenir in andantino in d-mineur en 3/4-maatsoort
2. Sommernat in tranquillo in D-majeur in 3/4-maatsoort
3. Svalernes flugt in allegro leggiero in A-majeur in 4/4-maatsoort
4. Rosernes sang in andante in As-majeur in 4/4-maatsoort
5. I Baaden in allegretto in Es-majeur in 6/8-maatsoort
6. Springvand in allegretto leggiero in Fis-majeur in ¾-maatsoort; de muziek wordt voorafgegaan door de tekst van een gedicht van Vilhelm Krag dat Agathe Backer-Grøndahl gebruikte in haar Ti sange til digte af Vilhelm Krag
7. Fuglesang om vinteren in allegretto in A-majeur in 6/8-maatsoort
8. Laat in allegro giocoso in G-majeur in 2/4-maatsoort
9. Visnet in allegretto in a-mineur in 4/4-maatsoort
10. Gammeldags in andantino grazioso in d-mineur in 4/4-maatsoort